# Didemnum multispirale
Didemnum multispirale är en sjöpungsart som beskrevs av Kott 200. Didemnum multispirale ingår i släktet Didemnum och familjen Didemnidae. Inga underarter finns listade i Catalogue of Life.